# وعد 12 عام (مسلسل)
وعد 12 عام  (باللغة الكورية: 달래 된, 장국: 12년만의 재회) هو مسلسل تلفزيوني كوري جنوبي أنتج في عام 2014 من بطولة لي سو يون، نامكونج مين, لي تاي ايم, يون سو هي، لي وون كيون وريو هيو يونغ . تم بث المسلسل على جاي تي بي سي من 22 مارس إلى 29 يونيو عام 2014 ، في يومي السبت والأحد الساعة 20:45 ( بتوقيت كوريا الجنوبية ). عدد لقات هذا المسلسل هي 26 حلقة.

## ملخص القصة
عام 2002 ، في ليلة فوز كوريا الجنوبية بكأس العالم ، تنام جانغ غوك ( لي سو يون ) ويو جون سو ( نامكونج مين ) معًا وينتهي الأمر بحمل جانغ غوك. حصلوا على إذن للزواج من والد جون سو ، ولكن بعد حادث مروع ، فقدت جانغ غوك الطفل. أمهاتهم الذين عارضوا العلاقة منذ البداية يستغلون الموقف ويفرقونهم. ثم غادرت جانغ غوك كوريا الجنوبية لتذهب للتعيش في الولايات المتحدة الأمريكية وتغير اسمها إلى جانغ دال لاي. بعد اثني عشر عام ، يجتمعون ويتورطون في حياة مع بعضهم البعض مرة أخرى. المشكلة الوحيدة هي أن يو جون سو لا تعرف أنها هي و جانغ غوك لا تريده أن يعرف هذا.

## المشاركين

### الدول الرئيسي
- لي سو يون في دور يانغ غوك
  - يون سو هي بدور الشاب جانغ غوك

كانت غوك طالبة في الثانوية في بداية القصة. إنها طالبة جيدة حققت أعلى علامات في فصلها. بعد أن فقدت والدها في حادث مأساوي ، انتقلت من مدينة بوسان إلى مدينة سيول عاصمة كوريا الجنوبية مع والدتها وشقيقها الأصغر هون. تلتقي بزميلها يو جونغ سو في الفصل وتبدأ علاقة معه ، وبعد ليلة مصيرية ينتهي بها الأمر بها حامل بطفل منه.
- نامكونج مين بدور يو سون سو
  - لي وون كيون بدور يو سون سو الصغير
- لي تاي ايم بدور جو دا هاي
  - ريو هيو يونغ في دور جو دا هاي

### الدعم

#### عائلة جانغ غوك / دال راي
- باي جونغ أوك بدور تشوي جو سون
- أوه سونغ يون في دور جانغ هون
  - رع يون تشان بدورالشاب جانغ هون
- سيو وو ريم بدور يوو ايل سوك
- ران كيم يونغ بدور يو سام سوك
- أم هيو سوب بدور والد جانغ غوك

#### عائلة يو جون سو
- بارك هاي مي بدور بيونغ بيوم سوك
- تشون هو جين في دور يو جيونج هان
- كيم سي هو بدور يو يون سيونغ
  - تشوي وون كونغ بدور يو يون سيونغ الشاب
- داني آهن في دور يو سو هان
- جونغ كيونغ سون بدور يو جيونغ سوك

#### عائلة جو دا هي
- جي سو وون بدور كيم يونغ هوي
- لي هان وي في دور جو تشول سو
- نها فونج بدور ها مي
- تشوي رو وون دور جو هونغ

## البث الدولي
| دولة      | شبكة                             | مواعيد البث                                                          |
| --------- | -------------------------------- | -------------------------------------------------------------------- |
| تايوان    | تلفزيون ايلتا ELTA (愛爾達 電視) | 5 أغسطس 2016-9 سبتمبر 2016 (من الاثنين إلى الجمعة 21:00 - 22:30)     |
| تايلاند   | بي بي تي في أيتش دي PPTV HD      | 28 أيار (مايو) 2016 - 13 آب (أغسطس) 2016 (كل سبت وأحد 09:00 - 10:25) |
| تايلاند   | أم سي أو تي ايتش ديMCOT HD       | 9 أبريل 2018-14 مايو 2018 (كل إثنين إلى جمعة 23:05 - 23:58)          |
| إندونيسيا | تلفازي MYTV                      | غير معروف                                                            |

## روابط خارجية
- الموقع الرسمي
 باللغة الكورية
- وعد 12 عام على هانسينما
- وعد 12 عام  في قاعدة بيانات الأفلام على الإنترنت (بالإنجليزية)